# Anne-Geneviève de Bourbon-Condé
Anne-Geneviève de Bourbon, duchesse de Longueville, née à Vincennes le 28 août 1619, morte le 15 avril 1679, est la seule fille d'Henri II de Bourbon, prince de Condé, et de son épouse Charlotte-Marguerite de Montmorency, et la sœur du Grand Condé et du prince de Conti. Elle joua un rôle important parmi les frondeurs durant la minorité de Louis XIV.

## Biographie

### Jeunesse
Elle naît dans la prison du château de Vincennes le 28 août 1619, où sa mère a rejoint son père emprisonné pour s'être opposé au maréchal d'Ancre, le favori de Marie de Médicis, régente pendant la minorité de Louis XIII.
Anne Geneviève vit ses jeunes années à Paris auprès de sa mère avec son frère cadet Armand, alors que Louis reste auprès de son père à Bourges. Elle est éduquée strictement par les jésuites au couvent des Carmélites, rue Saint-Jacques à Paris, où elle manifeste un goût certain pour la littérature. Ses premières années sont assombries[réf. nécessaire] par l'exécution du cousin de sa mère, le comte François de Montmorency-Bouteville, pour s'être battu en duel en 1627, puis par celle d'Henri II, duc de Montmorency, le seul frère de sa mère, pour intrigue contre Richelieu en 1632.
Introduite dans la société en 1635, elle devint bientôt l'une des personnalités des salons, notamment auprès de Catherine de Vivonne, marquise de Rambouillet.
Fiancée officiellement, mais sans suite, dès l'âge de six mois à François, fils aîné de Charles, duc de Guise, son père envisage ensuite de la marier avec un neveu de Richelieu, Jean-Armand de Maillé. Le cardinal, satisfait d'un premier mariage entre sa nièce Claire-Clémence avec Louis de Condé (le Grand Condé), décline habilement l'honneur : « une demoiselle peut bien épouser un prince, mais une princesse ne doit pas épouser un simple gentilhomme ». En définitive, Anne-Geneviève épouse le 2 juin 1642 un veuf du double de son âge, Henri II d’Orléans, duc de Longueville, gouverneur de Normandie depuis vingt-trois ans. Le duc représente un meilleur parti que le neveu-gentilhomme par son ascendance capétienne (il descend en effet en droite ligne masculine de Jean d'Orléans comte de Dunois et de Longueville fils naturel légitimé de Louis Ier d'Orléans et petit-fils du roi Charles V).

### Premières années de Régence
Après la mort de Richelieu et de Louis XIII, son père le prince de Condé devient le chef du Conseil de régence pendant la minorité de Louis XIV. Son frère aîné Louis remporte la bataille de Rocroi en 1643, décisive dans le basculement des forces dans les dernières années de la guerre de Trente Ans. La duchesse devient alors une interlocutrice politique importante.
Elle accouche le 12 janvier 1646 de son fils Jean-Louis, naissance qui la réconforte de la perte récente de sa fille aînée. En juillet 1646, elle rejoint son mari à Münster, où il a été envoyé l'année précédente par Mazarin comme négociateur pour mettre fin à la guerre de Trente Ans. Elle est accompagnée de sa belle-fille Marie, fille d'un premier mariage du duc, bien que les deux femmes ne s'apprécient guère. Anne Geneviève charme les diplomates de toutes nationalités qui négocient le traité de Westphalie et est célébrée comme la « déesse de la Paix et la Concorde ». Elle fait une incursion dans les Provinces-Unies où elle a l'occasion de rencontrer la célèbre érudite Anne-Marie de Schurman. La mort de son père Henri II au mois de décembre de la même année l'amène à anticiper son retour à Paris alors qu'elle est enceinte de son troisième enfant.
C'est à cette époque qu'elle devient la maîtresse du prince de Marcillac, futur duc de La Rochefoucauld et auteur des fameuses Maximes.

### La Fronde
En 1648, associée à Gondi, elle pousse Armand de Bourbon-Conti son second frère, et son mari le duc Henri II de Longueville, à prendre le parti des parlementaires frondeurs et à s'enfermer dans Paris. Mais elle n'arrive pas à convaincre Condé de rallier le mouvement. Pendant cette période, toujours accompagnée de sa belle-fille, elle s'installe à l'Hôtel de Ville où elle accouche d'un fils, Charles-Paris, dont la paternité est officieusement attribuée à La Rochefoucauld.
La paix de Rueil ne la satisfait pas. Après l'arrestation le 18 janvier 1650 de Condé, de Conti et de son mari le duc de Longueville, la duchesse s'enfuit en Normandie, mais échoue dans sa tentative de soulever la province. Poursuivie par les troupes royales, elle parvient à rejoindre La Haye sur un vaisseau hollandais, puis de là Stenay où elle se réfugie auprès de Turenne en mars 1650. Elle va rester un an à Stenay, négociant avec les Espagnols et poussant Turenne à se révolter contre le cardinal Mazarin. La chute de ce dernier au début de l'année 1651 est le résultat de l'alliance des deux frondes. Elle a conduit à la libération des princes, à la restitution des honneurs, mais aussi à des projets matrimoniaux, notamment entre Conti et Charlotte-Marie de Chevreuse, fille de la duchesse de Chevreuse. Anne-Geneviève use néanmoins de son influence sur ses frères Condé et Conti pour casser cette promesse.
À la fin de l'été 1651, la situation de Condé se dégrade, Il quitte Paris à la veille de la majorité de Louis XIV et rejoint la Gascogne accompagné de sa famille et ses partisans. C'est au cours du voyage que la duchesse de Longueville serait devenue la maîtresse du duc de Nemours. Le 24 mars 1652, Condé se dirige vers Paris laissant la garde de Bordeaux à Conti, Anne-Geneviève et sa femme Claire-Clémence. La ville où sévit le parti de l'Ormée est en état d'insurrection. De plus, des dissensions se produisent entre Conti et sa sœur. La ville se rend aux troupes royales en juillet 1653.

### Les dernières années
Abandonnée et en disgrâce à la cour, elle est assignée à résidence à Montreuil-Bellay puis à Moulins avant de rejoindre son mari en Normandie. Elle se tourne vers la religion, le jansénisme et la charité. Elle devient, jusqu'à sa mort, la protectrice de l'abbaye de Port-Royal des Champs, qui n'eut rien à craindre du pouvoir royal tant qu'elle fut en vie. Elle s'entretient avec Pascal, Racine, prend pour médecin le jeune Denis Dodart, tous jansénistes.
Elle meurt le 15 avril 1679 à Paris, au couvent des Carmélites du faubourg Saint-Jacques. Elle est inhumée dans l'église Saint-Jacques-du-Haut-Pas. Dans les années 1850, ses ossements sont transférés aux catacombes de Paris.

## Titres
- 28 août 1619 – 2 juin 1642 Son Altesse Sérénissime « Mademoiselle de Condé »
- 2 juin 1642 – 11 mai 1663 Son Altesse Sérénissime Madame la duchesse de Longueville.
- 11 mai 1663 – 15 avril 1679 Son Altesse Sérénissime Madame la duchesse de Longueville douairière.

## Famille
Elle est l'aînée et la seule fille de Henri de Bourbon, prince de Condé et de Charlotte-Marguerite de Montmorency. Elle a deux frères : 
- Louis de Bourbon (1621-1686), dit le Grand Condé marié à la nièce du cardinal Richelieu, Claire-Clémence de Maillé (1628-1694) ;
- Armand de Bourbon (1629-1666), prince de Conti.

### Mariage et descendance
Le 2 juin 1642, Anne Geneviève de Bourbon, sœur du grand Condé, épouse Henri d'Orléans, duc de Longueville, pair de France, Liste des ducs de Longueville. Ils eurent 4 enfants :
1. Charlotte Louise d'Orléans (1644-1645) ;
2. Jean-Louis Charles d'Orléans (1646-1694), duc de Longueville et d'Estouteville, comte de Dunois, prince de Neuchâtel, sans alliance. Son état mental le poussera à rester cloitré dans l'abbaye de Saint-Georges de Boscherville à Rouen, où il mourra ;
3. Marie Gabrielle d'Orléans (1647-1650) ;
4. Charles-Paris d'Orléans (1649-1672), comte de Saint-Pol et de Dunois, duc de Longueville et d'Estouteville, prince de Neuchâtel, dont le père est en fait l'amant de la duchesse, François VI de La Rochefoucauld prince de Marcillac (1613-1680 ; l'auteur des Maximes), mais que le duc Henri II reconnut. Sans postérité légitime.

En tant que régente de Neuchâtel pour ses fils, Anne-Geneviève fut en lutte contre leur demi-sœur Marie de Nemours, issue du premier mariage du duc Henri II.

## Dédicaces
Madeleine de Scudéry a dédié à la duchesse de Longueville son roman Artamène ou le Grand Cyrus, dont on a pu faire un roman à clé. Clélie, histoire romaine sera quant à lui dédié à Mademoiselle de Longueville, belle-fille et rivale de la première.
Dans le premier, la personnalité de la duchesse serait reconnaissable dans le personnage de Mandane, d'après Victor Cousin.

## Fiction
- La duchesse de Longueville apparaît dans Vingt ans après d'Alexandre Dumas (1845)
- En 2009, dans la mini série, La Reine et le Cardinal. La duchesse de Longueville est interprétée par Audrey Fleurot